# The Colour of Spring
The Colour of Spring is het derde studioalbum van Talk Talk. Het werd in 1986 door EMI Records uitgebracht. Tim Friese-Greene verzorgde de muzikale productie. In de Verenigde Staten bereikte de band met The Colour of Spring de 58ste plaats in de hitlijst. In het Verenigd Koninkrijk bereikten ze de achtste plaats en in de Nederlandse Album Top 100 werd het album een nummer één-hit.

## Tracklist
| Nr. | Titel                   | Duur |
| --- | ----------------------- | ---- |
| 1.  | Happiness Is Easy       | 6:30 |
| 2.  | I Don't Believe in You  | 5:02 |
| 3.  | Life's What You Make It | 4:28 |
| 4.  | April 5th               | 5:51 |
| 5.  | Living in Another World | 6:58 |
| 6.  | Give It Up              | 5:17 |
| 7.  | Chameleon Day           | 3:20 |
| 8.  | Time It's Time          | 8:14 |

## Musici

### Kant A
A1. "Happiness Is Easy"
- Robbie McIntosh - gitaar
- Alan Gorrie - basgitaar
- Mark Hollis - zang
- Steve Winwood - orgel
- Tim Friese-Greene - piano, elektrische piano
- schoolkinderen - zang
- Martin Ditcham - percussie
- Morris Pert - percussie
- Phil Reis - percussie
- Lee Harris - drums
- Danny Thompson - contrabas

A2. "I Don't Believe in You"
- David Roach - sopraansaxofoon
- Paul Webb - basgitaar
- Steve Winwood - orgel
- Robbie McIntosh - gitaar
- Morris Pert - percussie
- Lee Harris - drums
- Mark Hollis - zang
- Ian Curnow - ?
- Tim Friese-Greene - piano
- Gaynor Sadler - harp

A3. "Life's What You Make It"
- Martin Ditcham - percussie
- David Rhodes - gitaar
- Tim Friese-Greene - orgel, mellotron
- Mark Hollis - zang, piano
- Lee Harris - drums
- Paul Webb - achtergrondzang

A4. "April 5th"
- David Roach - sopraansaxofoon
- Mark Hollis - zang, synthesizer, orgel
- Robbie McIntosh - dobro
- Tim Friese-Greene - synthesizer

### Kant B
B1. "Living in Another World"
- David Roach - sopraansaxofoon
- Steve Winwood - orgel
- Mark Feltham - mondharmonica
- David Rhodes - gitaar
- Robbie McIntosh - gitaar
- Martin Ditcham - percussie
- Morris Pert - percussie
- Mark Hollis - zang, piano
- Lee Harris - drums
- Paul Webb - basgitaar, achtergrondzang

B2. "Give It Up"
- Paul Webb - basgitaar
- Tim Friese-Greene - orgel
- Mark Hollis - zang, piano, mellotron
- David Rhodes - gitaar
- Martin Ditcham - percussie
- Ian Curnow - ?
- Robbie McIntosh - dobro
- Lee Harris - drums

B3. "Chameleon Day"
- Mark Hollis - zang, piano, synthesizer
- Tim Friese-Greene - synthesizer

B4. "Time It's Time"
- Paul Webb - basgitaar
- Robbie McIntosh - akoestische gitaar
- Tim Friese-Greene - piano, orgel
- Ambrosia Choir - koor
- Martin Ditcham - percussie
- Morris Pert - percussie
- Mark Hollis - zang, melodica, gitaar
- Lee Harris - drums